# Fietje Balge

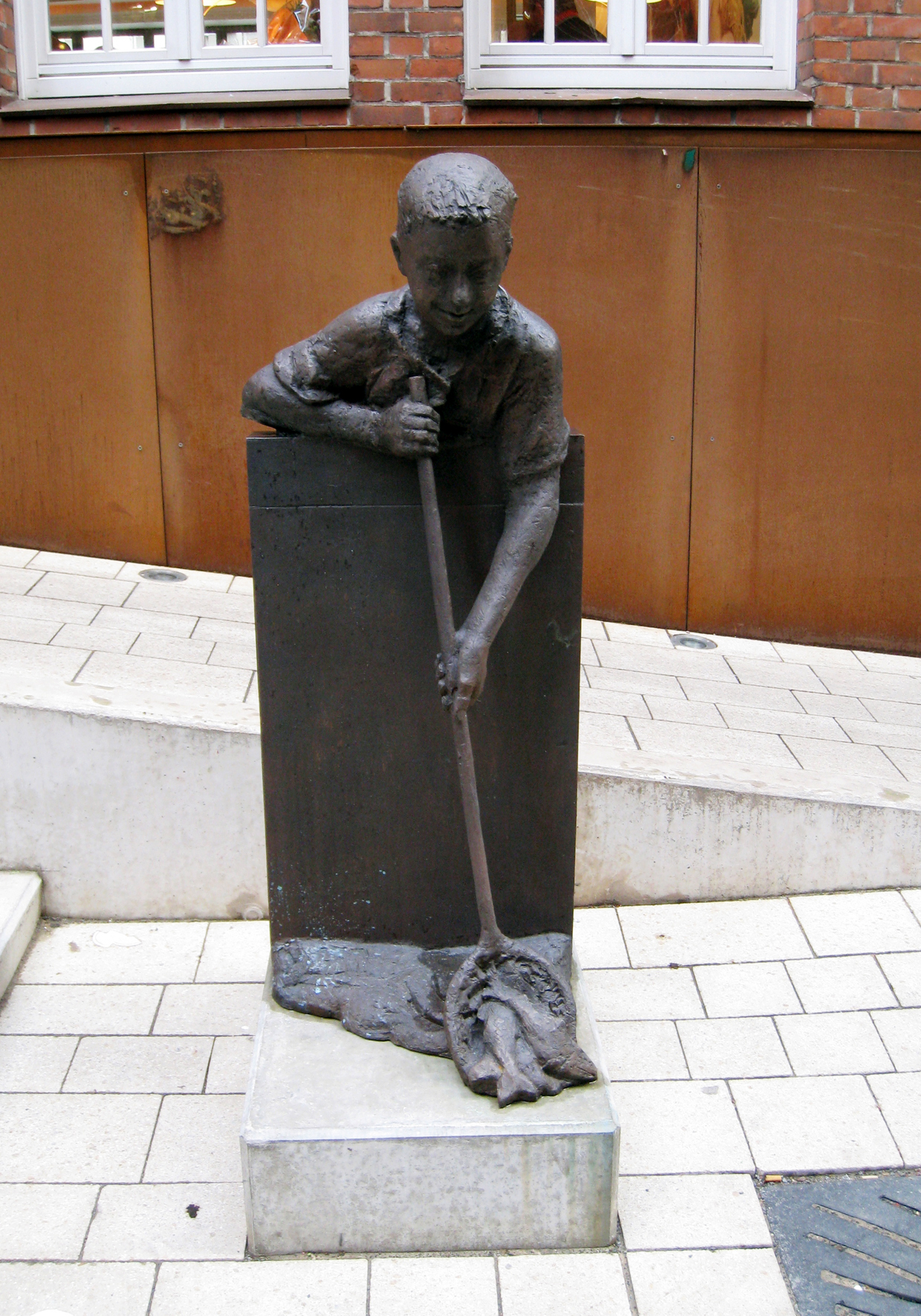
Fietje Balge

Fietje Balge ist ein Bronze-Denkmal in Bremen-Mitte in der Straße Hinter dem Schütting, beim Bremer Marktplatz und der Böttcherstraße. Es wurde 2007 aufgestellt und wird in der Liste der Denkmale und Standbilder der Stadt Bremen geführt.
Der Bildhauer Bernd Altenstein fertigte 2007 die Skulptur im Auftrag des dort befindlichen Bankhauses Carl F. Plump. Das Denkmal beim Gebäude Spitzen Gebel erinnert – so auf einer Tafel zu lesen – an „das ehemals rege Treiben an Bremens ältestem Hafengewässer“. Fietje (plattdeutsch für Friedrich), ein Bremer Butjer (Kind), fischt in der Balge und steht so als Sinnbild eines Flusses, der die Stadt vielfältig ernährte.
Die Balge oder Große Balge war ein kurzer, rechter Seitenarm der Weser. Sie wurde früher auch Balje genannt und bestand seit dem frühen Mittelalter. Sie diente bis 1602 dem Bootsverkehr und als Anlegestelle, versandete und wurde 1838 zugeschüttet.
Vom Bildhauer Altenstein stammen in Bremen u. a. auch die Denkmale Das Ende in den Bremer Wallanlagen, Waller Gespräche am Wartburgplatz in Walle, Vier Jahreszeiten im Bürgerpark, Brunnenskulptur in der Reeder-Bischoff-Straße und Unser Planet auf dem Domshof.
Koordinaten: 53° 4′ 30,5″ N, 8° 48′ 24″ O